# Ritterode
Ritterode este o comună în Saxonia-Anhalt, Germania